# Marry Me (film, 2022)
Pour les articles homonymes, voir Marry Me.
Pour plus de détails, voir Fiche technique et Distribution.
Marry Me ou Marie-moi au Québec, est une comédie romantique américano-chinoise réalisée par Kat Coiro et sortie en février 2022. Il s'agit d'une adaptation cinématographique du roman graphique du même nom de Bobby Crosby, initialement publié en ligne.

## Synopsis
Katalina Valdez, surnommée Kat, est une star mondiale de la chanson. En plus de sa carrière musicale, elle est célèbre pour le couple très glamour qu'elle forme avec le jeune Bastian, lui aussi chanteur star. Alors qu'ils font la promotion de leur futur succès Marry Me, Katalina et Bastian ont prévu d'annonce leur prochain mariage lors d’une cérémonie retransmise en direct et devant des millions de fans. Charlie Gilbert, un professeur de maths divorcé, assiste à l'évènement. Il accompagne sa fille Lou et la meilleure amie de celle-ci. Quelques instants avant la très médiatisée cérémonie, Katalina découvre que Bastian l’a trompée. Elle se rend malgré tout sur scène, bouleversée. C'est alors qu'elle trouve un inattendu réconfort dans le regard d'un inconnu dans la foule, Charlie. Sur un coup de tête, elle décide de l'épouser.

## Fiche technique
Sauf indication contraire, les informations mentionnées dans cette section peuvent être confirmées par la base de données cinématographiques IMDb,  présente dans la section « Liens externes ».
- Titre original et français : Marry Me
- Titre québécois : Marie-moi
- Réalisation : Kat Coiro
- Scénario : John Rogers, Tami Sagher et Harper Dill, d'après le roman graphique Marry Me de Bobby Crosby
- Musique : John Debney
- Décors : Jane Musky
- Costumes : Caroline Duncan
- Photographie : Florian Ballhaus
- Montage : Michael Berenbaum
- Production : Elaine Goldsmith-Thomas, Jennifer Lopez, John Rogers

Coproducteurs : Jenn Court et Christopher Surgent
Producteurs délégués : Alex Brown, Benny Medina, Willie Mercer et Pamela Thur
Productrice associée : Courtney Baxter
- Sociétés de production : Nuyorican Productions, Perfect World Pictures et Kung Fu Monkey Productions
- Société de distribution : Universal Pictures (États-Unis, France)
- Budget : n/a
- Pays de production :  États-Unis,  Chine
- Langue originale : anglais
- Format : couleur - 2.39:1
- Genre : comédie romantique
- Durée : 112 minutes
- Dates de sortie[4] : 
  - France : 9 février 2022
  - États-Unis : 11 février 2022
- Classification[5] :
  - États-Unis : PG-13
  - France : n/a

## Distribution
- Jennifer Lopez (VF : Ethel Houbiers ; VQ : Hélène Mondoux) : Katalina « Kat » Valdez
- Owen Wilson (VF : Arnaud Bedouët ; VQ : Antoine Durand) : Charlie Gilbert
- Maluma (VF : Eilias Changuel ; VQ : Iannicko N'Doua-Légaré) : Bastian
- John Bradley-West (VF : Antoine Schoumsky ; VQ : Tristan Harvey) : Colin Calloway
- Sarah Silverman (VF : Flora Brunier ; VQ : Émilie Bibeau) : Parker Debbs
- Chloe Coleman (VF : Victoire Pauwels ; VQ : Estelle Fournier) : Lou Gilbert
- Michelle Buteau (VF : Vanessa Van-Geneugden ; VQ : Marie-Evelyne Lessard) : Melissa
- Khalil Middleton : Kofi
- Katrina Cunningham : Tyra
- Taliyah Whitaker (VF : Coralie Thuilier) : Esther
- Jameela Jamil : Anikah
- Stephen Wallem (VF : Jérôme Wiggins) : Jonathan Pitts
- Utkarsh Ambudkar : le coach Manny
- Keith Ewell (VF : Alex Fondja) : Mathalon Juge
- Hoda Kotb (VF : Pauline Larrieu) : elle-même
- Jimmy Fallon (VF : Guillaume Lebon) : lui-même
- Justin Sylvester (VF : Christophe Peyroux) : lui-même

 Source et légende : version française (VF) sur RS Doublage et selon le carton du doublage français cinématographique.

## Production

### Genèse et développement
En avril 2019, Jennifer Lopez et Owen Wilson sont annoncés dans les rôles principaux de la comédie romantique Marry Me. Kat Coiro (en) est annoncée à la réalisation. Le scénario est écrit par John Rogers, Tami Sagher et Harper Dill, d'après le roman graphique de Bobby Crosby, initialement publié en ligne. Le film sera distribué par STX Entertainment. En juillet 2019, Universal Pictures reprend finalement la distribution du film. Sarah Silverman, John Bradley et le chanteur Maluma rejoignent ensuite le film. Michelle Buteau, Jameela Jamil et Chloe Coleman sont annoncées en octobre,,.

### Tournage
Le tournage débute à New York en octobre 2019.

## Bande originale
L'album de la bande originale sera publié en 2022 par les labels Sony Music Latin et Arista Records. Jennifer Lopez et Maluma ont enregistré plusieurs titres inédits pour le film.